# Waluigi
Waluigi (ワルイージ, Waruīji) est un personnage de fiction qui apparaît dans des jeux de sport et des party games de Nintendo. Il s'est proclamé rival de Luigi. Il apparaît pour la première fois en 2000 dans Mario Tennis, où il a été créé pour être le partenaire de Wario.

## Aspect physique

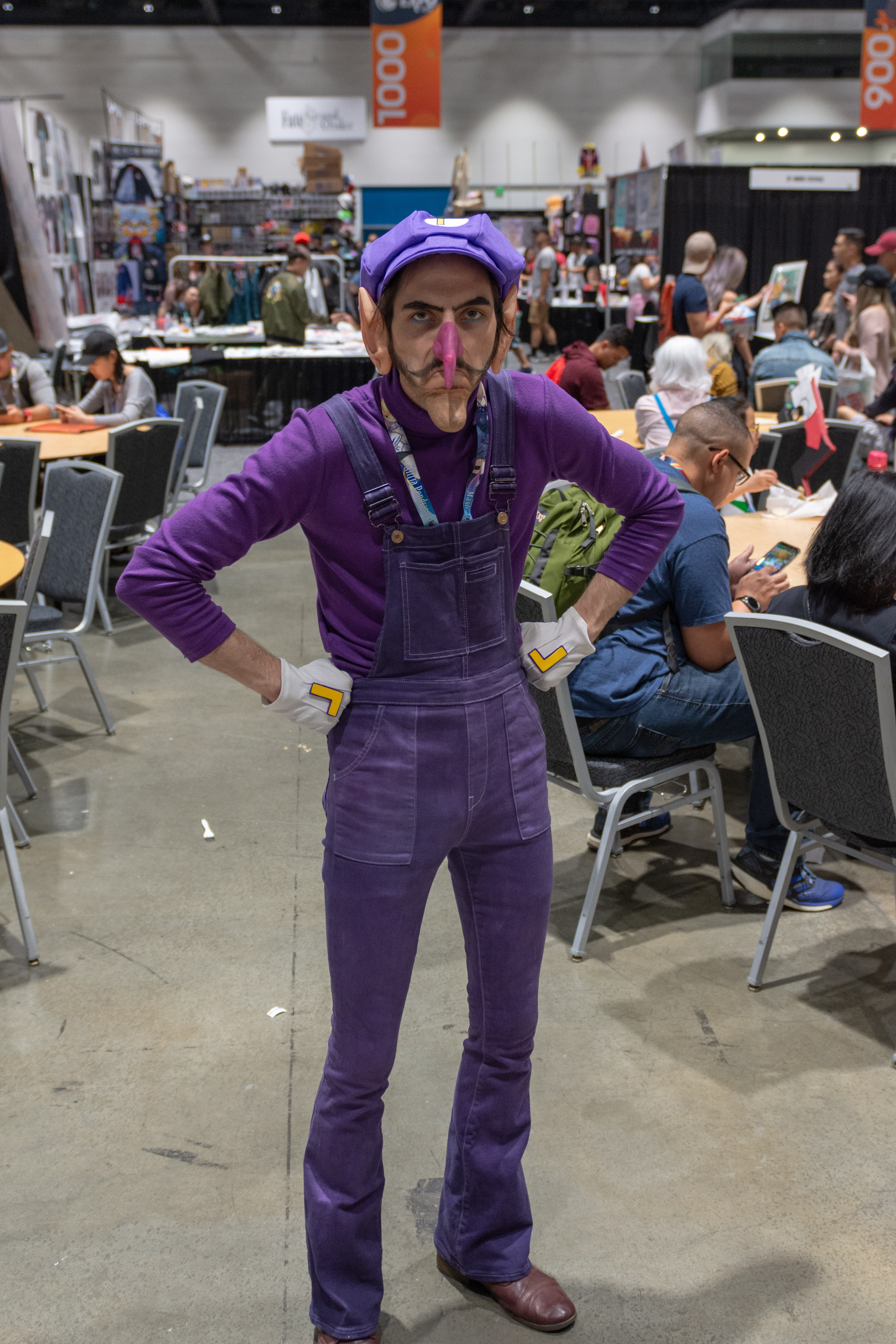
Cosplay de Waluigi au Crunchyroll Expo 2018, en Californie.

Waluigi est de grande taille et est très maigre. On distingue ses os raides sous ses vêtements. Il porte une moustache en forme de « L » à l'envers, a un nez crochu et rosâtre, des oreilles pointues et le menton en pointe. Il porte une salopette grise anthracite, des babouches oranges, un haut violet ainsi qu'une casquette également violette avec un « Γ » (l'inverse du « L » de Luigi, tout comme le signe de Wario « W » est l'inverse du « M » de Mario).

## Au sujet du personnage
Waluigi est un personnage assez mystérieux de l'univers Nintendo : rival de Luigi, il est aussi un des méchants dans Dancing Stage Mario Mix sur GameCube, où il veut obtenir les quatre clefs musicales, gardiennes de la musique. Il veut ainsi priver les populations de rythme, et devenir ainsi leur roi en dansant, pour être celui qui leur rendra ce rythme perdu.
Waluigi n'a pas de jeu propre et on ne connaît pas son travail, cependant sa voiture-pelleteuse dans Mario Kart DS laisse supposer qu'il travaillerait dans les chantiers.
Waluigi ayant les meilleures caractéristiques techniques est aussi très utilisé en ligne sur Mario Kart 8 Deluxe. 
On apprend dans le jeu Mario et Sonic aux Jeux olympiques d'hiver que Waluigi est l'associé de Wario.
Waluigi fut doublé par Charles Martinet entre Mario Tennis sorti en 2000 et entre Mario Strikers: Battle League Football sorti en 2022. Depuis le retrait de Charles Martinet, Waluigi est désormais doublé par Kevin Afghani à partir de Super Mario Party Jamboree.

## Relation avec Wario
Wario et Waluigi forment un duo parfait. Mais à l'inverse de son compagnon, qui réfléchit d'abord avec ses poings (d'ailleurs redoutables), Waluigi est plus enclin à planifier les choses. Ce duo fonctionne avec cette relation de « celui qui réfléchit avant l'action et celui qui réfléchit après l'action ». Au demeurant, sur le plan physique, Waluigi est doté d'une incroyable souplesse et d'un jeu de jambe inimitable. Le jeu Mario Party DS appelle l'équipe de Wario et Waluigi les "Mauvais garçons", soulignant leur aspect hostile.
Comme Wario, Waluigi est un antihéros. En effet, il est le héros de plusieurs jeux Super Mario sortis en majorité sur la GameCube. Le manuel de Mario Smash Football indique qu'il possède un ego immense, à la limite de la mégalomanie, et cet ego est aussi bien présenté dans Mario Party 8, où il se donne une rose lorsqu'il gagne un mini-jeu.
On ne connaît pas beaucoup les liens qui unissent Wario à Waluigi, mais le jeu Mario et Sonic aux Jeux olympiques d'hiver annonce que Wario et Waluigi ne sont pas frères, ils sont simplement bons amis. Waluigi apparaît comme Trophée Aide dans Super Smash Bros. Brawl, Super Smash Bros. for Nintendo 3DS / for Wii U et Super Smash Bros. Ultimate.

## Apparitions
Introduit en 2000 dans le jeu vidéo Mario Tennis sur Nintendo 64 en tant que partenaire de Double de Wario, Waluigi a progressivement été intégré dans la série Super Mario. Ainsi, il est aujourd'hui présent dans une cinquantaine de jeux.
| 2000 | Mario Tennis                                       | Jouable      | Nintendo 64 & Game Boy Color |
| 2000 | Mario Party 3                                      | Jouable      | Nintendo 64                  |
| 2001 | Super Smash Bros. Melee                            | Trophée      | Nintendo GameCube            |
| 2002 | Mario Party 4                                      | Jouable      | Nintendo GameCube            |
| 2002 | Game and Watch Gallery 4                           | Non jouable  | Game Boy Advance             |
| 2003 | Mario Golf: Toadstool Tour                         | Jouable      | Nintendo GameCube            |
| 2003 | Mario Kart Double Dash!!                           | Jouable      | Nintendo GameCube            |
| 2003 | Mario Party 5                                      | Jouable      | Nintendo GameCube            |
| 2004 | Mario Golf: Advance Tour                           | Jouable      | Game Boy Advance             |
| 2004 | Mario Power Tennis                                 | Jouable      | Nintendo GameCube            |
| 2004 | Mario Party 6                                      | Jouable      | Nintendo GameCube            |
| 2005 | Dancing Stage: Mario Mix                           | Non jouable  | Nintendo GameCube            |
| 2005 | Mario Superstar Baseball                           | Jouable      | Nintendo GameCube            |
| 2005 | Mario Tennis: Power Tour                           | Jouable      | Game Boy Advance             |
| 2005 | Mario Party 7                                      | Jouable      | Nintendo GameCube            |
| 2005 | Mario Kart DS                                      | Jouable      | Nintendo DS                  |
| 2005 | Mario Smash Football                               | Jouable      | Nintendo GameCube            |
| 2006 | Mario Slam Basketball                              | Jouable      | Nintendo DS                  |
| 2007 | Mario Kart Arcade GP 2                             | Jouable      | Arcade                       |
| 2007 | Mario Strikers Charged Football                    | Jouable      | Nintendo Wii                 |
| 2007 | Mario Party 8                                      | Jouable      | Nintendo Wii                 |
| 2007 | Itadaki Street DS                                  | Jouable      | Nintendo DS                  |
| 2007 | Mario et Sonic aux jeux Olympiques                 | Jouable      | Wii & DS                     |
| 2007 | Mario Party DS                                     | Jouable      | Nintendo DS                  |
| 2008 | Super Smash Bros. Brawl                            | Trophée aide | Nintendo Wii                 |
| 2008 | Mario Kart Wii                                     | Jouable      | Nintendo Wii                 |
| 2008 | Mario Super Sluggers                               | Jouable      | Nintendo Wii                 |
| 2009 | Mario et Sonic aux jeux Olympiques d'hiver         | Jouable      | Wii & DS                     |
| 2010 | Mario Sports Mix                                   | Jouable      | Nintendo Wii                 |
| 2011 | Mario et Sonic aux jeux Olympiques de Londres 2012 | Jouable      | Wii & 3DS                    |
| 2011 | Course à la fortune                                | Jouable      | Nintendo Wii                 |
| 2012 | Mario Party 9                                      | Jouable      | Nintendo Wii                 |
| 2012 | Mario Tennis Open                                  | Jouable      | Nintendo 3DS                 |
| 2013 | Mario Kart Arcade GP DX                            | Jouable      | Arcade                       |
| 2013 | Mario et Sonic aux jeux Olympiques de Sotchi 2014  | Jouable      | Wii U                        |
| 2013 | Mario Party: Island Tour                           | Jouable      | Nintendo 3DS                 |
| 2014 | Mario Golf: World Tour                             | Jouable      | Nintendo 3DS                 |
| 2014 | Mario Kart 8                                       | Jouable      | Wii U                        |
| 2014 | Super Smash Bros. for 3DS/for Wii U                | Trophée aide | 3DS & Wii U                  |
| 2015 | Mario Party 10                                     | Jouable      | Wii U                        |
| 2015 | Mario Tennis: Ultra Smash                          | Jouable      | Wii U                        |
| 2016 | Mario et Sonic aux jeux Olympiques de Rio 2016     | Jouable      | 3DS & Wii U                  |
| 2016 | Mario Party: Star Rush                             | Jouable      | Nintendo 3DS                 |
| 2017 | Mario Sports Superstars                            | Jouable      | Nintendo 3DS                 |
| 2017 | Mario Kart 8 Deluxe                                | Jouable      | Nintendo Switch              |
| 2017 | Mario Party: The Top 100                           | Jouable      | Nintendo 3DS                 |
| 2018 | Mario Tennis Aces                                  | Jouable      | Nintendo Switch              |
| 2018 | Super Mario Party                                  | Jouable      | Nintendo Switch              |
| 2018 | Super Smash Bros. Ultimate                         | Trophée aide | Nintendo Switch              |
| 2019 | Dr. Mario World                                    | Jouable      | Android & iOS                |
| 2019 | Mario Kart Tour                                    | Jouable      | Android & iOS                |
| 2019 | Mario et Sonic aux jeux Olympiques de Tokyo 2020   | Jouable      | Nintendo Switch              |
| 2021 | Mario Golf: Super Rush                             | Jouable      | Nintendo Switch              |
| 2021 | Mario Party Superstars                             | Jouable      | Nintendo Switch              |
| 2022 | Mario Strikers: Battle League Football             | Jouable      | Nintendo Switch              |
| 2024 | Super Mario Party Jamboree                         | Jouable      | Nintendo Switch              |
| 2025 | Mario Kart World                                   | Jouable      | Nintendo Switch 2            |